# جورج ر. ماثر
جورج ر. ماثر (بالإنجليزية: George R. Mather)‏ هو عسكري أمريكي، ولد في 2 يونيو 1911 في ووترتاون في الولايات المتحدة، وتوفي في 1993 في كارولاينا الشمالية في الولايات المتحدة.